# シャウチャ
シャウチャ（サンスクリット: शौच、Shaucha）は純粋さ、清潔さ、透明さ、心、言葉、体の清らかさを意味することば。  

## 解説
シャウチャはヨガ哲学のニヤマのひとつ。 マハーバーラタやパタンジャリのヨガ・スートラなど、古代インドの文献で論じられている。 ヒンドゥー教とジャイナ教における美徳。 ヒンドゥー教では、清らかさは崇拝の一部であり、救済のための重要な性質。 清らかさとは、邪悪な考えや行動がなく、純粋な心である。 

シャウチャには、体の外側の清潔さと心の内側の清潔さが含まれる。これはシュッディShuddhi（शुद्धि）と同義。ヨガ哲学におけるシャウチャは多くのレベルに及び、自己の理解と進化が増すにつれて深まると述べられている。

ヨガの実践では、シャウチャは健康、幸福、より良く生きるために不可欠。 外的な清潔は毎日の沐浴によって達成され、内的な清潔はアーサナ（姿勢）やプラーナーヤーマ（呼吸法）などの運動によって培われる。 シャウチャは、身体を清めるために毎日沐浴することに加え、清潔な環境と、新鮮で清潔な食べ物を推奨している。シャウチャの不足は、体内に毒素が蓄積した結果である可能性がある。 

シャウチャには、言葉と心の清らかさが含まれる。ほかに心の不純さの原因は、怒り、憎しみ、偏見、貪欲、色欲、プライド、恐怖、ネガティブ思考など。知性の不純さは、自己検討または自己認識（アディヤートマ・ヴィディヤ）のプロセスを通じて浄化することができるが心の浄化は、意図、感情、行動、およびその原因に対するマインドフルネスと瞑想を通じて行われる。

ヴェーダーンタヨガの教師は、神聖な思考を持ち、神聖な行為を行う心構えをしている。 学生と若者は、教師の手助けをして礼拝の準備をすることで、自制心と他者に貢献する無私の心を培うことができる。 サラダ・デヴィは「清らかな心は恍惚とした愛（prema-bhakti）を生み出す」と述べた。 